# Nogajhorden

Nogay Horde

Nogajhorden var en konfederation av Nogajer som behärskade Pontisk-kaspiska stäppen i södra Ryssland mellan cirka 1509, efter Gyllene Hordens sammanbrott fram till att de tvingades västerut av Kalmuckerna och söderut av ryssarna under 1600-talet. 
Nogaihorden är ökänd för de slavräder de företog mott Ryssland, Polen och östra Europa för att tillfångata européer att sälja till slavhandeln på Krim. De försvagades inifrån av ett inbördeskrig som 1557 delade dem i Lilla och Stora Nogajhorden, och föll samman ytterligare under 1600-talet, då de också attackerades allt värre av ryssarna norrifrån och Kalmuckerna österifrån, men fortsatte sina räder till 1700-talets början.